# Elezioni primarie del Partito Democratico del 2000 (Stati Uniti d'America)
Dal 24 gennaio al 6 giugno 2000, si svolsero le Elezioni primarie del Partito Democratico in cui si scelse il candidato democratico alla presidenza nelle Elezioni presidenziali negli Stati Uniti d'America del 2000. Il vicepresidente in carica Al Gore fu selezionato come candidato attraverso una serie di elezioni primarie e caucus che terminarono nella Convention nazionale democratica del 2000 tenutasi dal 14 al 17 agosto 2000 a Los Angeles, California.

## Panoramica delle primarie
Nelle primarie democratiche del 2000, il vicepresidente in carica Al Gore, considerato il favorito, affrontò un solo sfidante di rilievo: il senatore Bill Bradley del New Jersey. Entrambi si candidarono per succedere a Bill Clinton, giunto al termine del suo secondo mandato. Durante la lunga stagione delle primarie, durata cinque mesi, Gore dominò ogni competizione, ottenendo con facilità la nomination del Partito Democratico per le elezioni presidenziali.
La candidatura di Bradley suscitò grande interesse sin dall’inizio. Ex giocatore della NBA e senatore con una reputazione solida, da tempo era considerato un potenziale aspirante alla Casa Bianca. Nel dicembre 1998 annunciò la formazione di un comitato esplorativo e iniziò a organizzare la sua campagna elettorale. Tuttavia Gore godeva di un vantaggio consolidato fin dal 1997 all’inizio del secondo mandato di Clinton. Molti esponenti democratici, tra cui John Kerry, Howard Dean, Richard Gephardt e Jesse Jackson, presero in considerazione una candidatura, ma alla fine solo Gore e Bradley scesero ufficialmente in campo.
Bradley si posizionò come un’alternativa più progressista rispetto a Gore, sostenendo posizioni più avanzate su temi come l’assistenza sanitaria universale, il controllo delle armi e la riforma del finanziamento delle campagne elettorali. Rivendicò il suo ruolo nella sponsorizzazione del Tax Reform Act del 1986, che aveva ridotto le aliquote fiscali e eliminato numerose scappatoie. Pur difendendo un sistema fiscale basato su basse aliquote e minori esenzioni, non escluse la possibilità di aumentare le tasse per finanziare il suo programma di assistenza sanitaria.
In ambito educativo, Bradley propose un aumento dei finanziamenti federali alle scuole attraverso il Titolo I e l’espansione del programma Head Start. Promosse inoltre un piano per introdurre 60.000 nuovi insegnanti ogni anno, offrendo borse di studio universitarie a chi si impegnasse a intraprendere la carriera di docente. La lotta alla povertà infantile fu un altro punto cardine della sua campagna: dopo aver votato contro il Personal Responsibility and Work Opportunity Act (meglio noto come Welfare Reform Act), ritenendolo dannoso per le fasce più deboli, promise di abrogarlo se fosse stato eletto. Tra le sue proposte figuravano l’aumento del salario minimo, l’espansione dell'Earned Income Tax Credit, la possibilità per i genitori single beneficiari di assistenza sociale di mantenere i pagamenti per il mantenimento dei figli e la costruzione di alloggi per adolescenti incinte. Inoltre, intendeva ampliare il programma Head Start, aumentare la disponibilità di buoni pasto e rendere rimborsabile il Dependent Care Tax Credit.
Nonostante una raccolta fondi solida, Bradley non riuscì mai a colmare il divario con Gore nei sondaggi. Anche il tardivo sostegno del Des Moines Register non bastò a rilanciare la sua candidatura. Nelle primarie dell’Iowa, Gore ottenne il 62,9% dei voti contro il 36,6% di Bradley, e anche nel New Hampshire si impose, sebbene con un margine più ristretto (49,7% contro 46,6%). Durante il Super Tuesday Bradley guadagnò consensi, specialmente negli stati del nord-est, ma non riuscì a conquistare la maggioranza dei delegati in nessuna competizione. Il 9 marzo 2000, annunciò ufficialmente il suo ritiro dalla corsa.

## Candidati

### Candidato vincitore
| Candidato | Posizione precedente              | Stato di origine | Immagine della campagna | Voto popolare      | Delegati | Compagno di corsa |
| --------- | --------------------------------- | ---------------- | ----------------------- | ------------------ | -------- | ----------------- |
|           | Vice Presidente degli Stati Uniti | Tennessee        |                         | 10.278.281 (75,8%) | 3007     | Joe Lieberman     |

### Candidati ritiratisi durante le primarie
| Candidato | Posizione precedente             | Stato di origine | Immagine della campagna | Voto popolare     | Delegati |
| --------- | -------------------------------- | ---------------- | ----------------------- | ----------------- | -------- |
|           | Senatore del New Jersey          | New Jersey       |                         | 2.885.814 (20,0%) | 522      |
|           | Fondatore del Movimento LaRouche | New Hampshire    |                         | 276.075 (1,19%)   | 7        |

### Atri possibili candidati
- Ann Richards
- Warren Beatty[13][14]
- Jesse Jackson
- Dick Gephardt
- John Kerry
- Jay Rockefeller
- Ted Turner[15]
- Paul Wellstone[16]

## Candidato alla Vicepresidenza
Il senatore del Connecticut Joe Lieberman è stato nominato vicepresidente. Lieberman è diventato il primo politico americano di religione ebraica ad essere mai stato scelto per questa posizione.

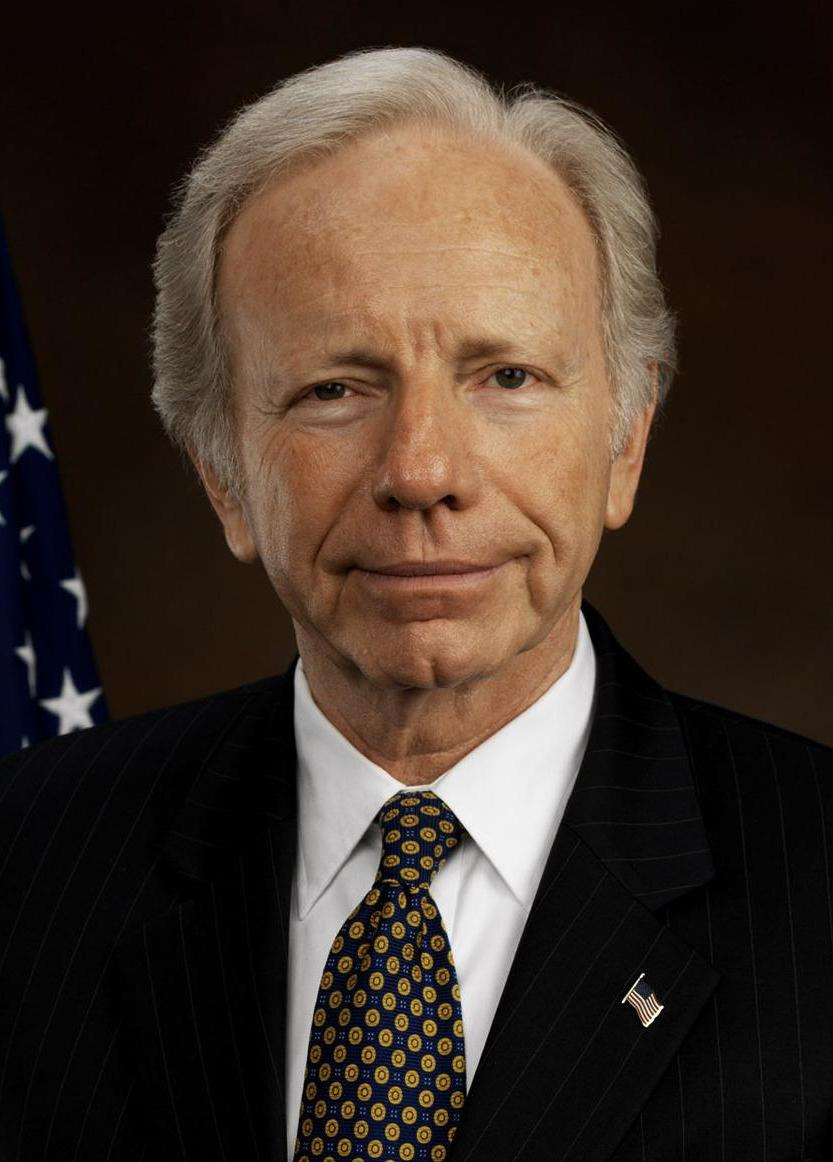
Joe Lieberman

Altri possibili candidati erano:
- Tom Harkin
- Evan Bayh
- Barbara Boxer
- John Edwards
- Dianne Feinstein
- Barbara Mikulski
- Dick Gephardt
- Bob Graham
- Jim Hunt
- John Kerry
- Bob Kerrey
- Zell Miller
- George Mitchell
- Sam Nunn
- Jeanne Shaheen

## Risultati[18]
|               | Al Gore             | Bill Bradley       | Lyndon LaRouche | Astenuti        | Altri          |
| Voto popolare | 10.626.568 (75,80%) | 2.798.281 (19,96%) | 323.014 (2,30%) | 238,870 (1,70%) | 33,418 (0,24%) |
| Delegati      | 3.007 (85,16%)      | 522 (14,78%)       | 7 (0.06%)       | 2               | -              |

| Data              | Numero di delegati | Stato                   | Al Gore | Bill Bradley | Lyndon LaRouche |
| ----------------- | ------------------ | ----------------------- | ------- | ------------ | --------------- |
| 24/6              | 47                 | Iowa                    | 62,85%  | 36,60%       | 0,00%           |
| 1/2               | 22                 | New Hampshire           | 49,73%  | 45,59%       | 0,08%           |
| 5/2               | 0                  | Delaware                | 57,24%  | 40,18%       | 2,59%           |
| 29/2              | 0                  | Washington              | 65,25%  | 34,21%       | 0,54%           |
| 7/3 Super Tuesday | 6                  | Samoa Americane         | ?       | ?            | 3,03%           |
| 7/3 Super Tuesday | 367                | California              | 81,21%  | 18,19%       | 0,60%           |
| 7/3 Super Tuesday | 54                 | Connecticut             | 55,60%  | 41,37%       | 3,03%           |
| 7/3 Super Tuesday | 77                 | Georgia                 | 83,82%  | 16,18%       | -               |
| 7/3 Super Tuesday | 20                 | Hawaii                  | ?       | ?            | ?               |
| 7/3 Super Tuesday | 18                 | Idaho                   | ?       | ?            | ?               |
| 7/3 Super Tuesday | 23                 | Maine                   | 54,02%  | 41,26%       | 0,32%           |
| 7/3 Super Tuesday | 68                 | Maryland                | 67,32%  | 28,45%       | 0,89%           |
| 7/3 Super Tuesday | 93                 | Massachusetts           | 59,77%  | 37,17%       | 0,37%           |
| 7/3 Super Tuesday | 75                 | Missiouri               | 64,62%  | 33,56%       | 0,34%           |
| 7/3 Super Tuesday | 243                | New York                | 65,62%  | 33,46%       | 0,92%           |
| 7/3 Super Tuesday | 14                 | Dakota del Nord         | ?       | ?            | ?               |
| 7/3 Super Tuesday | 146                | Ohio                    | 73,61%  | 24,70%       | 1,69%           |
| 7/3 Super Tuesday | 22                 | Rhode Island            | 56,92%  | 40,35%       | 0,42%           |
| 7/3 Super Tuesday | 15                 | Vermont                 | 54,33%  | 43,89%       | 0,72%           |
| 7/3 Super Tuesday | 75                 | Assemblee di Washington | 68,39%  | 28,20%       | 0,54?           |
| 9/3               | 43                 | Carolina del Sud        | 91,79%  | 1,78%        | 0,0%            |
| 10/3              | 51                 | Colorado                | 71,43%  | 23,29%       | 0,93%           |
| 10/3              | 24                 | Utah                    | 79,86%  | 20,14%       | -               |
| 11/3              | 47                 | Arizona                 | 77,89%  | 18,88%       | 1,66%           |
| 11/3              | 129                | Michigan                | 82,74%  | 16,27%       | 0,99%           |
| 11/3              | 74                 | Minnesota               | 74%     | 12%          | 11,0%           |
| 12/3              | 20                 | Nevada                  | 88,91%  | 2,22%        | 0,0%            |
| 14/3              | 161                | Florida                 | 81,83%  | 18,17%       | -               |
| 14/3              | 61                 | Luisiana                | 72,96%  | 19,92%       | 3,89%           |
| 14/3              | 37                 | Mississippi             | 89,62%  | 8,60%        | 1,78%           |
| 14/3              | 45                 | Oklahoma                | 68,71%  | 25,44%       | 5,85%           |
| 14/3              | 68                 | Tennessee               | 92,13%  | 5,26%        | 0,48%           |
| 14/3              | 194                | Texas                   | 80,24%  | 16,34%       | 3,42%           |
| 18/3              | 3                  | Guam                    | ?       | ?            | 1,41%           |
| 21/3              | 161                | Illinois                | 84,35%  | 14,24%       | 1,41%           |
| 25/3              | 13                 | Wyoming                 | 85,44%  | 4,98%        | 7,28%           |
| 27/3              | 15                 | Delaware                | ?       | ?            | ?               |
| 1/4               | 51                 | Isole Vergini           | ?       | ?            | ?               |
| 2/4               | 51                 | Porto Rico              | ?       | ?            | ?               |
| 4/4               | 161                | Pennsylvania            | 74,20%  | 20,73%       | 4,53%           |
| 4/4               | 77                 | Wisconsin               | 88,55%  | 8,77%        | 1,01%           |
| 15/4              | 79                 | Virginia                | ?       | ?            | ?               |
| 22/4              | 13                 | Alaska                  | 68,39%  | ?            | ?               |
| 2/5               | 17                 | Washington D.C.         | 95,90%  | -            | 4,10%           |
| 2/5               | 72                 | Indiana                 | 74,91%  | 21,95%       | 3,15%           |
| 2/5               | 86                 | Carolina del Nord       | 70%     | 18,31%       | 2,11%           |
| 9/5               | 26                 | Nebraska                | 69,38%  | 26,27%       | 3,01%           |
| 9/5               | 30                 | Virginia Occidentale    | 72,01%  | 18,44%       | 1,90%           |
| 16/5              | 47                 | Oregon                  | 84,86%  | -            | 10,86%          |
| 23/5              | 37                 | Arkansas                | 78,47%  | -            | 21,53%          |
| 23/5              | 0                  | Idaho                   | 75,73%  | 17,4%        | 8,24%           |
| 23/5              | 49                 | Kentucky                | 71,26%  | 14,68%       | 2,24%           |
| 6/6               | 54                 | Alabama                 | 76,74%  | -            | 5,58%           |
| 6/6               | 17                 | Montana                 | 77,87%  | -            | -               |
| 6/6               | 105                | New Jersey              | 94,89%  | -            | 5,11%           |
| 6/6               | 26                 | New Mexico              | 74,63%  | 20,57%       | 2,32%           |
| 6/6               | 15                 | Dakota del Sud          | ?       | -            | ?               |